# Звенящие кедры России (движение)

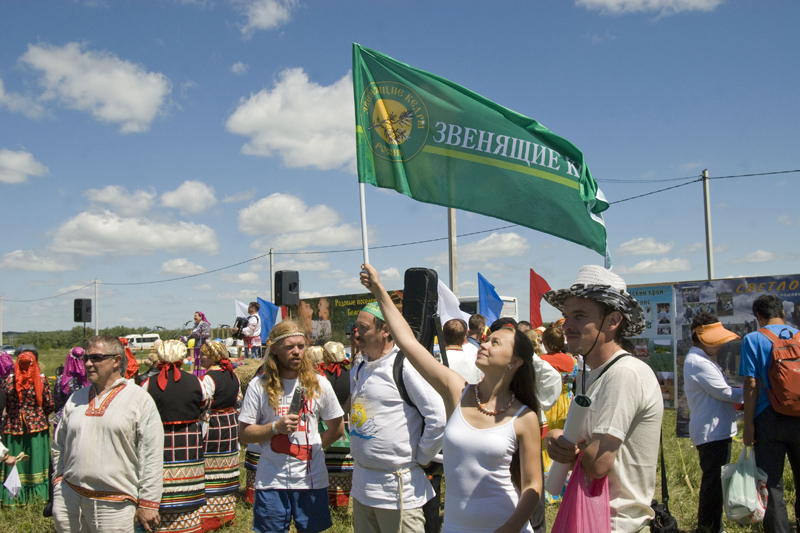
Международный фестиваль «Звенящие кедры» в Белгородской области. Июнь 2014 г.

«Звеня́щие ке́дры Росси́и» (ЗКР, движение «Анастасия», культ Анастасии, анастасийцы) — новое религиозное движение последователей идей, изложенных в серии книг «Звенящие кедры России» Владимира Мегре, в которых автор описывает своё знакомство с Анастасией — девушкой со сверхъестественными способностями, живущей в сибирской тайге.
Движение неоднородно, и специалисты расходятся в оценках того, как его следует классифицировать. Имеются религиозные и мистические концепции. Последователи движения декларируют роль продолжателей некоей синкретической древней традиции, при этом трактуя содержание этой традиции по-разному. Исследователи находят в нём черты нового религиозного движения, рассматривают как вариант «русского нью-эйдж». Движение критикуют представители Русской православной церкви и ряд сектоведов.
Движение действует в России и ряде других стран.

## Классификация
Большинство специалистов описывают «Звенящие кедры России» как одно из новых религиозных движений (НРД). Ю. О. Андреева пишет: «Движение анастасийцев непросто охарактеризовать в рамках подхода, требующего строгой социальной категоризации, его можно отнести и к религиозным, и к спиритуальным движениям Нью-Эйдж, и даже к экологическим направлениям».
И. Я. Кантеров относит движение «анастасийцев» к «разновидности „нью-эйдж“», имея в виду «синкретический характер концептуальных построений многих групп нью-эйджеров».
Исследователь сектантства А. Л. Дворкин в книге «Сектоведение. Тоталитарные секты. Опыт систематического исследования» относил движение «Анастасия» к тоталитарным сектам.
Теолог и социолог религии В. А. Мартинович считает, что «строго говоря, последователей Анастасии следует именовать не сектой, но сектантским движением, состоящим из различных сект и культов, объединённых творчеством Мегре».
По мнению религиоведа A. B. Гайдукова, у анастасийцев присутствуют основные категории славянского нового язычества, но анастасийцы не являются его частью.

## Ключевые образы мифологии
В мифологии этого движения ключевое место занимают две фигуры: Анастасия и кедр. Они не сакральные в том смысле, который придаётся этому понятию в традиционных религиях. Анастасию не почитают как божество, а кедры не называют священными деревьями.

### Анастасия
Анастасия — молодая сибирская отшельница. Как утверждает Владимир Мегре, она хранит мудрость древней расы ведруссов, проживавших на территории Евразии тысячи лет назад, представителей «золотого века» прошлого, когда человек был совершенным и мог общаться с Богом напрямую. Анастасия живёт в поместье, которое её род обустраивал тысячелетиями. Мегре посещает её поместье несколько раз в год и узнаёт от неё части древней мудрости, а потом передаёт их миру в своих книгах.
Анастасия описана как пророчица и ясновидящая; кроме того, она владеет всеми языками, никогда не болеет. Она способна исцелять мыслью, владеет телепатией, телекинезом. Анастасия органично сосуществует с природой: её кормят белки, она постоянно поглаживает листья растений. Несмотря на это, Мегре постоянно утверждает, что Анастасия является обычной женщиной, а не божеством. Анастасия очень редко вступает в прямой контакт с цивилизацией, хотя знакома со всеми текущими мировыми событиями и достижениями техники.
Для представителей движения Анастасия — образ владеющего древними знаниями человека, живущего «правильно», то есть в согласии с природой. Некоторые считают её существующей в реальности, некоторые, что Мегре местами исказил её слова, а некоторые рассматривают её как образец для подражания в своих родовых поместьях.

### Кедры и кедровое эфирное масло

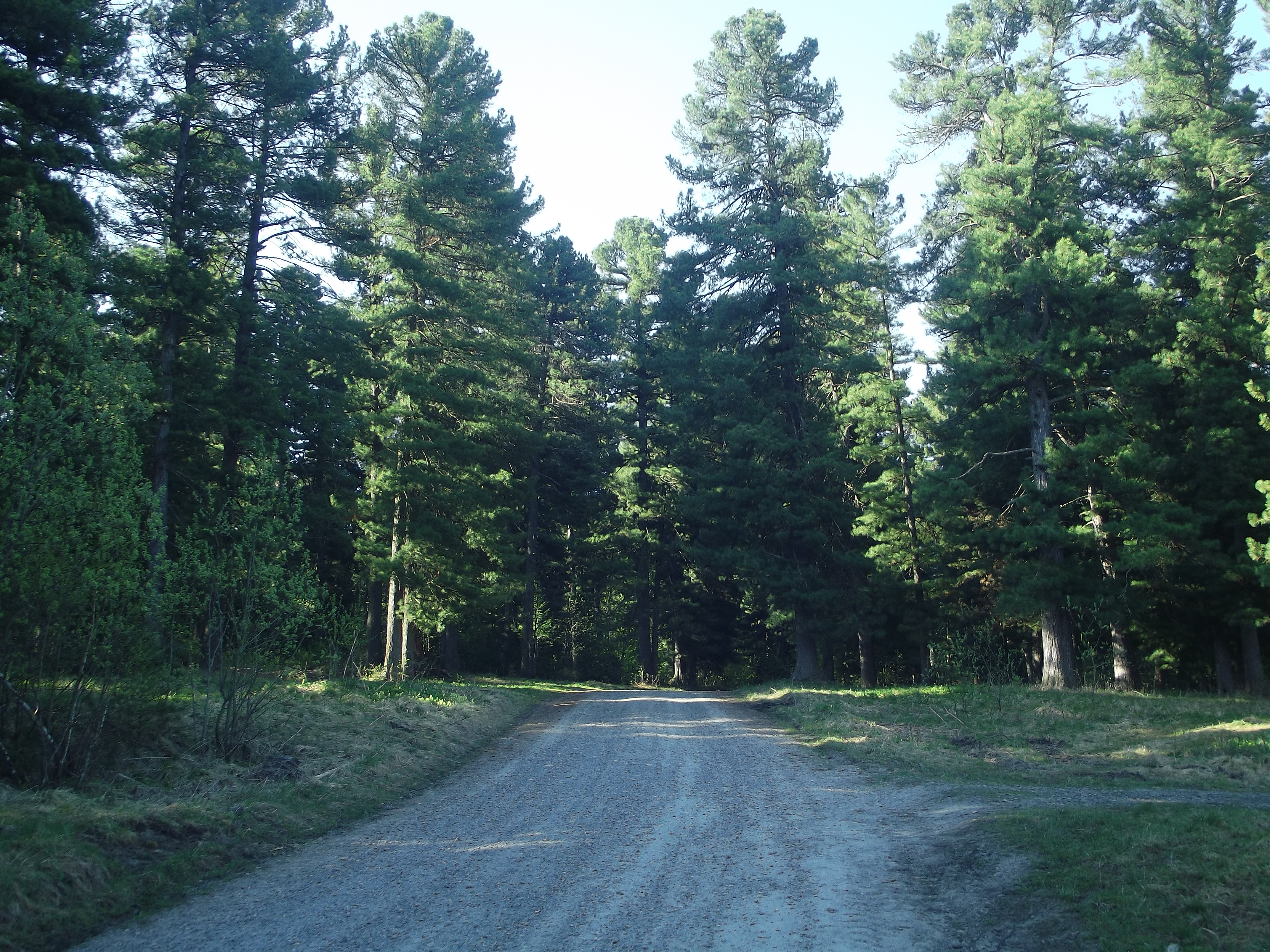
Въезд в кедровник

В своей первой книге Мегре писал: «Бог создал Кедр как накопитель энергий Космоса […] Кедр принимает исходящую через Космос от человека энергию, хранит и в нужный момент отдаёт».
В книгах рассказывается о непревзойдённых лекарственных и общеукрепляющих свойствах кедрового масла, изготовленного особым способом. Утверждается, что такое масло также способно к омоложению человеческого тела и воздействию на душу человека, его эмоциональный план.

#### Звенящие кедры
«Звенящими» называются кедры, которые в течение жизни только накапливали, но ни разу не отдавали космическую энергию. Таким кедрам должно быть примерно 550 лет. Они, как утверждается, встречаются крайне редко, и издают едва слышный звон — «так они подают знак людям, чтобы взяли их люди, спилили для использования накопленной энергии на Земле». Если такой кедр не спилить в течение трёх лет, то звон прекращается и кедр начинает сжигать накопленную энергию, что ведёт к его долгой и мучительной смерти через 27 лет. Поэтому анастасийцы стараются найти максимальное количество «звенящих кедров» и «спасти» их.
Многие анастасийцы носят на теле кусочки кедра и время от времени трут их пальцами с целью избавления от болезней, достижения долголетия. Продукты кедра (такие как кедровое масло, кедровая каша) применяются в лекарственных целях. В среде последователей Мегре популярны поездки на юг России с посещением местных кедровых рощ. Популярным ремеслом является изготовление изделий из кедра.
Кедры во множестве сажаются в «родовых поместьях» анастасийцев и символизируют крепость, долговечность, красоту и силу природы.

## «Родовые поместья»

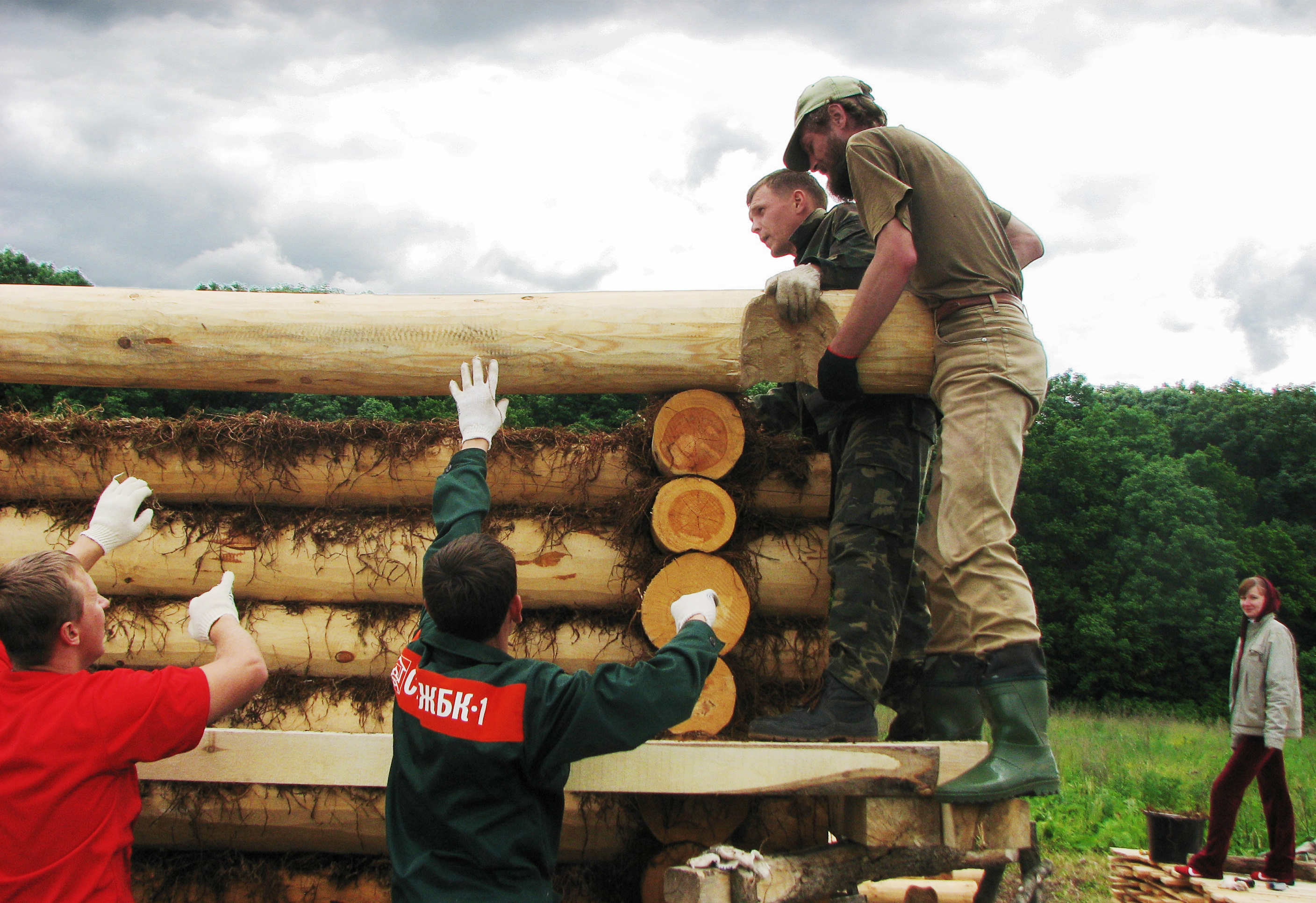
Строительство дома толокой в родовом поселении

Одной из ключевых идей движения «Звенящие кедры России» является концепция создания «родового поместья» — обустройства участка земли размером не менее одного гектара, выделенного семье в вечное безвозмездное пользование, в соответствии с принципами, описанными в книгах Мегре, для последующего проживания на нём владельца, семьи владельца и потомков.
На официальном сайте фонда «Анастасия» дано следующее определение:

Родовое поместье — это участок земли для постоянного проживания семьи, размером не менее гектара (100×100 м), на котором семья с любовью может построить свой дом, посадить Родовое дерево, собственный лес, сад и огород, обустроить пруд. По периметру Родовое поместье ограждается живой изгородью из лесных культур — кедра, хвойных и лиственных деревьев, кустарников.

## Структура и организации

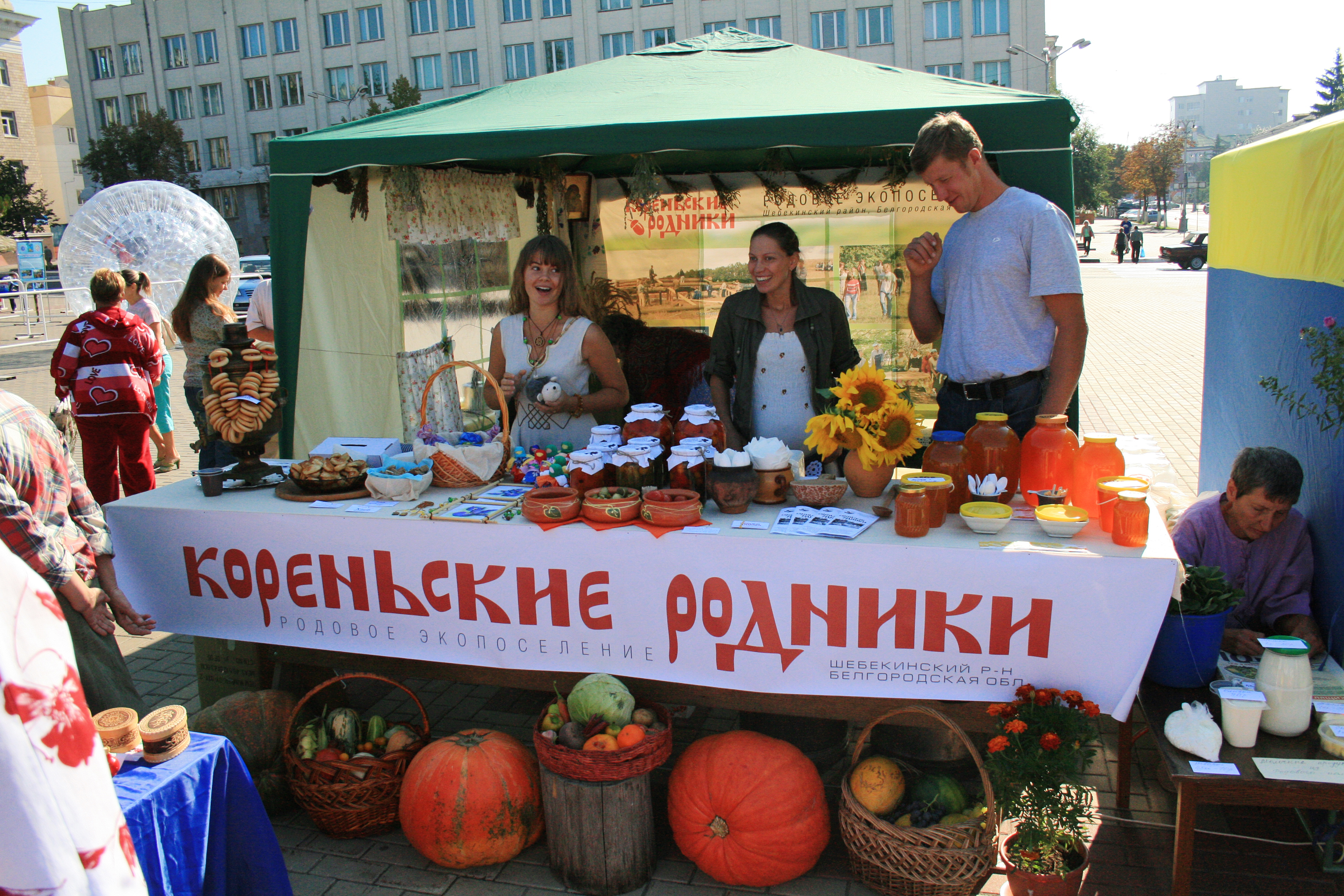
Реализация продукции из родовых поместий на ярмарке

В движении отсутствует какая-либо жёсткая структура, централизованная организация, иерархия или авторитарные руководители. Самостоятельные объединения единомышленников возникают спонтанно. Участникам движения самим приходится, опираясь на идеи книг, разрабатывать прикладные организационные и идеологические материалы, не имея для этого какой-либо предварительно проработанной унифицированной базы.
Вместе с тем существуют следующие связанные с движением организации:
- Владимирский фонд поддержки культуры и творчества «Анастасия» — некоммерческая организация — частный фонд, учреждённый В. Н. Мегре[18][19], выполняет функции центрального информационного и координационного центра общественного движения «Звенящие кедры России»[источник не указан 4067 дней]. Офис фонда расположен во Владимире.

- Общество с ограниченной ответственностью «Мегре» — коммерческая организация, производитель продукции под товарным знаком «Звенящие кедры России» (одноимённым с общественным движением и серией книг)[20].

В городе Ковров (Владимирская область) группа сторонников движения — «Объединение — Пространство Любви» попыталась зарегистрировать движение «Звенящие Кедры России» в качестве религиозного. Они подали в местную администрацию уведомление о начале своей религиозной деятельности. Религиоведы «Совета по вопросам религиозных объединений при администрации Владимирской области» провели религиоведческую экспертизу, которая установила, что «вероучение, положенное в основу этого объединения, не носит самостоятельного характера, а представляет собой смешение образов, заимствованных из других религий, в частности, христианства и язычества». В результате Совет отказался признать данную группу в качестве религиозной.
Организации движения также существуют и в других странах, преимущественно на постсоветском пространстве, и в местах значительного проживания русскоязычных диаспор. Так анастастийцы зарегистрированы в Болгарии, Нидерландах, Германии и ряде других стран Европы. Согласно заявлениям самой организации, в 2020 году родовые поселения анастасийцев существуют в Белоруссии, Германии, Венгрии, Казахстане, Латвии, Молдавии, Польше, США, Франции, Эстонии и на Украине.

## Оценки деятельности
В 2001 и 2004 годах на двух международных научно-практических конференциях под председательством Александра Дворкина движение «Звенящие кедры России» отнесли к «наиболее известным и опасным современным деструктивным культам». Сам Дворкин полагает, что организация «Звенящие кедры России» представляет угрозу национальной безопасности.
3 июля 2003 года архиепископ Львовский и Галицкий Украинской православной церкви (Московского патриархата) Августин (Маркевич) официально сообщил о наличии противоречий между идеями движения «Звенящие кедры России» и догматическим вероучением православной церкви в своём указе.
В 2004 году вышла книга писателя Алексея Ивакина «АнтиАнастасия. По ком звонят кедры».
В 2005 году диакон Андрей Кураев со студентами Православного Свято-Тихоновского гуманитарного университета пикетировали гастроли театра «Встреча» в Южно-Сахалинске.
Согласно «Российской газете» (2006), некоторые поселения представителей движения «Звенящие кедры России» во Владимирской области созданы с нарушением земельного законодательства и вызывают протесты местного населения. Как установила областная межведомственная комиссия, поселенцы используют земли не по назначению, не имеют регистрации по месту жительства, не получают квалифицированной медицинской помощи, их дети не посещают образовательные заведения. Кандидат исторических наук И. Н. Федотова (2008) писала, что в 2007 году 13 детей поселенцев пошли в школу, общее же количество детей школьного возраста остаётся неизвестным из-за несоблюдения родителями правил регистрации. По её мнению, на территории Владимирской области последователи Анастасии осуществляют псевдорелигиозный план, настоящей целью которого является скупка земель сельскохозяйственного назначения, их самовольная застройка и перепродажа по спекулятивным ценам.
Доктор исторических наук Александр Ярков, профессор и заведующий сектором изучения этноконфессиональных отношений Института гуманитарных исследований Тюменского университета, обозначил последователей Мегре как неоязыческое движение. По его мнению, под прикрытием привлекательных экологических лозунгов организаторы мошенническим способом занимаются собственным обогащением за счёт рядовых членов движения.
Доктор философских наук Игорь Кантеров (в то время заместитель председателя Экспертного совета по проведению государственной религиоведческой экспертизы при Федеральной регистрационной службе), полемизируя с Ярковым, отнёс «Звенящие кедры России» к категории синкретических «движений Нью-эйдж», или «религий аудитории», при этом заметив, что мошеннический характер движения должен устанавливаться правоохранительными органами и судами.
Эксперты швейцарской организации по изучению нетрадиционных религий InfoSekta отмечают, что идеология анастасийства включает в себя оккультизм, эзотерику, антисемитизм, теорию заговора, культ расы, пересмотр истории.
Некоторые критики используют также эмоционально окрашенный пейоратив «кедрозвоны» по отношению к участникам этого движения.